# Rouvenac
Rouvenac korábbi község Franciaországban, Aude megyében. Lakosainak száma 219 fő (2018. január 1.). Rouvenac Brenac, Fa, Festes-et-Saint-André, Puivert, Saint-Jean-de-Paracol és La Serpent községekkel határos.
2019. január 1-jén Fa korábbi községgel egyesült és az így létrejött Val-du-Faby új község része lett.

## Népesség
A település népessége az elmúlt években az alábbi módon változott:
| Lakosok száma | 182  | 167  | 176  | 154  | 189  | 212  | 213  | 225  | 218  | 219  |
|               | 1968 | 1975 | 1982 | 1999 | 2006 | 2011 | 2013 | 2016 | 2017 | 2018 |